# 85
Cette page concerne l'année 85  du calendrier julien. Pour l'année 85 av. J.-C., voir 85 av. J.-C. Pour le nombre 85, voir 85 (nombre).
L'année 85 est une année commune qui commence un samedi.

## Événements
- Les Daces de Diorpaneus, prédécesseur de Décébale, qui ont fondé un État puissant, franchissent le Danube durant l’hiver 84-85 (ou 85-86 selon l’hypothèse la plus ancienne) et attaquent la Mésie dont ils battent et tuent le gouverneur Oppius Sabinus au printemps suivant[1].
- Début de la Première guerre des Daces (fin en 88). Domitien intervient en personne avec la garde prétorienne et chasse les Daces de Mésie. Il remet à Cornelius Fuscus le commandement de l'armée d'opérations, tandis que lui-même retourne à Rome où il célèbre sa victoire par un triomphe et des jeux (été)[2].
- Domitien se nomme lui-même censeur à vie, ce qui lui donne officiellement le droit de contrôler les agissements du Sénat. Les tendances absolutistes de Domitien, en écartant l’aristocratie sénatoriale des affaires, plongent celle-ci dans l’opposition[3].
- Domitien, rendu jaloux par ses succès, rappelle le gouverneur de Bretagne Julius Agricola à Rome[4].
- Domitien commence la construction à Rome sur le site des forums impériaux de son forum, qui deviendra celui de Nerva[5].

## Décès en 85
- Caius Oppius Sabinus, gouverneur de Mésie.